# Siempre Nevado
Siempre Nevado är en kulle i Antarktis. Den ligger i Västantarktis. Argentina, Chile och Storbritannien gör anspråk på området. Toppen på Siempre Nevado är 492 meter över havet.
Terrängen runt Siempre Nevado är kuperad åt sydost, men åt nordväst är den platt. Trakten är glest befolkad. Närmaste befolkade plats är Esperanza Base, 15,3 kilometer öster om Siempre Nevado.